# Малий катехізис Мартіна Лютера
Малий катехизис Лютера (нім. Der Kleine Katechismus) — це катехизис, написаний Мартіном Лютером і опублікований в 1529 році для навчання дітей. У Малому катехизі Лютера розглядаються десять заповідей, Апостольський символ віри, молитва «Отче наш», таїнство Святого хрещення, Ведення ключів, сповідь та таїнство Євхаристії. Він включений у Книгу злагоди як авторитетний виклад віри лютеран.

## Зміст
Зміст Малого Катехизму складається з п'яти розділів про: Декалог, Апостольський символ, молитва «Отче наш», таїнство хрещення і євхаристія. Між четвертою і п'ятою частинами знаходиться параграф про сповідь, якому Лютер свідомо не надав статусу окремої частини. Наприкінці Малий катехізис містить додатки про ранкову та вечірню молитви, застільні молитви та домашній стіл, а також добірку біблійних цитат. Передмова, що передує змісту, часто відсутня у виданнях Малого Катехизму.
Зміст окремих розділів твору сформульовано у формі запитань і відповідей. У випадку перших трьох розділів питання стосуються певних уривків з Декалогу, Апостольського символу або молитви «Отче наш».

### Передмова
У передмові Лютер пояснює мету написання катехізису, звинувачуючи єпископів у нехтуванні служінням Слова Божого, що призвело до того стану, який він спостерігав. Лютер рекомендує навчати народ вченню катехізису, а тих, хто відмовляється засвоювати його вчення, не допускати до таїнств і навіть доповідати світській владі для вигнання. Однак він не закликає до релігійних переслідувань, оскільки сам заявляє, що «ніхто не може і не повинен бути примушений до віри»; він вважає, що навіть безвірні повинні знати й дотримуватися правил держави, в якій вони живуть. Він також рекомендує, щоб віряни, які вивчають Малий Катехизм, навчали змісту Великого Катехизму. Він також наказує батькам відправляти своїх дітей до школи й вважає гріхом утримувати їх від навчання. Навчаючи заповідей, він вказує на те, що певну заповідь слід викладати особливо тим, хто часто порушує заповідь.
Наприкінці промови Лютер особливо докладно пояснює необхідність частого дотримання Вечері Господньої. Він пов'язує це з переконанням народу у звільненні від «тиранії папи». Нечасте дотримання Вечері Господньої, на думку Лютера, є ознакою надмірної впевненості у власних силах, переконання у власній досконалості та відсутності потреби в Божій благодаті — що він вважає згубним. Водночас він забороняє встановлювати будь — який примус до участі в таїнстві; він лише хоче, щоб людям була належним чином представлена користь від участі в таїнстві.

### Частина 1: Десять заповідей
Відмінною рисою катехізисів Лютера є наявність Декалогу на початку. До нього на початку катехізису зазвичай з'являлася молитва «Отче наш». Це має богословське обґрунтування. Лютер вважав, що людина повинна спочатку усвідомити свою гріховність, щоб потім знайти засіб у вірі, і через молитву знати, як отримати цей засіб.
Декалог поданий не у вигляді біблійних цитат, а як стислий виклад їхнього змісту. Поділ Декалогу аналогічний католицькому, де заборона ідолопоклонства міститься у змісті першої заповіді, а дві заповіді, що стосуються заборони похоті, — у змісті другої заповіді. На відміну від католицької катехитичної версії, дев'ята заповідь звучить так: «Не забажай дому ближнього твого», відповідно до наказу Виходу.
Заповіді в інтерпретації Лютера є не лише заборонами, але й настановами, наприклад, заповідь «Не вбий» наказує підтримувати ближнього в усіх його життєвих потребах. У прикінцевому розділі пояснюється зміст уривка з книги Виходу 20:5 — 6 про гнів і милість Божу.

### Частина 2: Склад віри
У другій частині пояснюється зміст Апостольського символу. Згідно з Катехизмом, Символ віри стверджує, що Бог рясно дає людям як тимчасові блага, оскільки є творцем неба і землі, так і вічний дар — прощення гріхів через жертву Христа. Віра в Христа не може бути досягнута власними зусиллями, але тільки Духом Святим, який просвічує через Євангеліє і зберігає людину в істинній вірі. Спільнота святих розуміється як земна спільнота виправданих і освячених. У Символі віри замість форми «свята вселенська Церква» вживається форма «свята християнська Церква». Ця форма досі іноді використовується в лютеранських богослужіннях у Цешині Сілезькому, хоча офіційною формою згідно з Євангельським пісенником є «свята вселенська Церква».

### Частина 3: «Отче наш»
В інтерпретації Лютера, молитва «Отче наш» відіграє не лише роль прохання, але й повчальну роль, оскільки слова «Отче наш» мають на меті навчити християн, що Бог є їхнім справжнім Батьком. Вони також заохочують до подяки за «хліб насущний», тобто за все, чим Бог забезпечує людські потреби. Молитва не містить доксології «Бо Твоє є Царство, сила і слава на віки віків», але містить слово «Амінь» в кінці, як це є у Вульгаті.

### Частина 4: Таїнство Хрещення
Таїнство хрещення задумане як засіб Божої благодаті, що здійснює відпущення гріхів і рятує від вічної смерті. Відпущення гріхів здійснюється не самою лише водою, а водою, поєднаною зі Словом Божим і охопленою Божою заповіддю. Таїнство діє не ex opere operato, а на основі віри. Хоча саме Хрещення є одноразовим актом, його характер динамічний, його спасительна дія охоплює все життя людини й служить щоденному перетворенню старої, грішної людини в нову.

### Проміжна частина. Як навчити простих сповідатися
Сповідь складається з двох частин: сповіді віри та відпущення гріхів (прощення). Малий Катехизм рекомендує сповідатися на індивідуальній сповіді у всіх відомих і пам'ятних гріхах, при цьому просити у Бога прощення і за неусвідомлені. У випадку, якщо людина не може назвати жодного гріха, що для Лютера здається малоймовірним, він наказує приймати відпущення гріхів на основі загального сповідання перед Богом. В уривку також містяться поради щодо форми індивідуальної сповіді. На думку Лютера, перевагою індивідуальної сповіді є розрада з боку сповідника.

### Частина 5: Таїнство Вівтаря
Згідно з Катехизмом, у Таїнстві Вівтаря присутні правдиве тіло і правдива кров Христа, споживання яких дає вірним прощення гріхів і, як наслідок, життя і спасіння. Дар відпущення гріхів учасникові таїнства приносить не споживання Тіла і Крові, а прийняті з вірою слова Христових установлень: «Це є Тіло Моє, що за вас віддається», «Це є Новий Заповіт у Крові Моїй, що за вас за відпущення гріхів». Той, хто справді вірить у слова Христа, гідно бере участь у таїнстві, незалежно від зовнішньої підготовки чи дотримання євхаристійного посту.

### Як батько сім'ї повинен навчити своїх домочадців молитися ранкові та вечірні молитви; Як батько сім'ї повинен навчати своїх домочадців застільним молитвам
У цих двох розділах йдеться про зразок ранкової та вечірньої молитви, а також про зразки молитов, які промовляються до і після їжі. Наведені молитви мають переважно подячний характер.

### Домашня дошка
Домашня дошка — це збірка біблійних цитат, призначена для різних покликань і соціальних груп: єпископів, пасторів, проповідників, вчителів, пасторів, мирян, підданих, чоловіків, дружин, батьків, дітей, робітників, керівників, молоді та вдів, а також для церкви в цілому.

## Постісторія
Малий Катехизм був включений до Книги Злагоди у 1580 році й відтоді вважається конфесійним текстом. Таким чином, його формулювання було до певної міри канонізовано. У часи пієтизму та Просвітництва для викладання використовували переважно детальніші катехизми, які часто брали за основу Малий Катехизм. Лише в неолютеранстві 19 століття і знову під час церковної боротьби Малий Катехизм був переоцінений.
Малий Катехизм слугував початковим підручником для шкільних уроків, за яким навчалися читати й писати, і не лише в німецькомовному світі. Переклади Малого Катехизму балтійськими мовами можна простежити до 1545 року, а переклади польською, латиською, словенською та шведською мовами з'явилися в 16 столітті. У 18 столітті він був перекладений арабською мовою. Китайське видання з'явилося в 1843 році, а японське - сто років по тому. Українською перші спроби перекладу з'явилися лише на початку 20 ст.

## Покликання
- Малий катехизис Лютера на сайті reformed.org.ua.(укр.)